# Fabrizio Sepe
Fabrizio Sepe (Roma, 12 ottobre 1987) è un rugbista a 15 italiano, tre quarti ala della S.S. Lazio.

## Carriera
Ha partecipato agli europei di rugby, con la nazionale italiana Under 18 nel trofeo FIRA. È stato in Nazionale italiana Under 19 e ha giocato in Serie A nella Polisportiva S.S. Lazio Rugby 1927.
Nel Maggio 2008 Edoardo Gargiullo, Simone Milazzo e Fabrizio Sepe diventano Campioni Italiani Universitari 2008 di Rugby a 7 con il Cus Roma. Campione italiano di beach rugby 2009, è stato convocato per i Mondiali di Rugby Under 20 di Dubai e recentemente in Nazionale Seven. Con la nazionale maggiore Seven ha partecipato a quattro campionati europei ed all'Hong Kong Sevens del 2014 disputando la finale del girone B.